# Courtney Strode
Courtney Strode Liebermann (* 23. Juni 1998 in San Diego) ist eine US-amerikanische Fußballspielerin. Sie steht derzeit beim FK Austria Wien unter Vertrag.

## Karriere
Courtney Strode begann ihre Karriere 2017 beim schwedischen Verein Växjö DFF. Anschließend spielte sie bei KIF Örebro, ehe sie Ende 2018 zum französischen Verein AS Saint-Étienne wechselte. Bereits im Sommer 2019 verließ sie den Verein wieder und spielte fortan für den Arras FCF. Im Jahr 2020 folgte dann der Wechsel in die Schweiz zu den YB Frauen. 2022 wechselte Strode zum FC Basel, kehrte allerdings im folgenden Jahr wieder zu den YB Frauen zurück. Für die Saison 2023/24 wurde Strode in das Team der Saison der Schweizer Liga gewählt. Darüber hinaus war sie in dieser Saison auch Torschützenkönigin der Liga. In der Saison 2024/25 gewann sie mit den YB Frauen die Schweizer Meisterschaft. Auf die Saison 2025/25 wechselt sie zu FK Austria Wien,

## Privates
Courtney Strode ist die Tochter des US-amerikanischen Tennisspielers Charles Strode und ist seit 2019 mit einem Schweizer verheiratet.